# Isak Zeeb
Adam Christian Andreas Isak Zeeb (* 15. Januar 1863 in Niaqornat; † 18. August 1932 in Illorsuit) war ein grönländischer Landesrat.

## Leben
Isak Zeeb war der Sohn des Jägers Ole Magnus Zeeb (1822–1868) und seiner Frau Agathe Else (1829–1887). Am 11. Februar 1891 heiratete er in Qaarsut Marie Sara Hanne Nielsen (1873–?), Tochter des Böttchers Karl Johan Nielsen und seiner Frau Sofie Vilhelmine Markussen. Isak Zeeb lebte später als Jäger in Illorsuit. Von 1913 bis 1915 saß er für Thomas Løvstrøm im ersten nordgrönländischen Landesrat. Er starb 1932 im Alter von 69 Jahren.